# Cheo Feliciano
Pour les articles homonymes, voir Feliciano.
José Luis Feliciano Vega dit Cheo Feliciano, né le 3 juillet 1935 à Ponce (Porto Rico) et mort le 17 avril 2014 à San Juan (Porto Rico), est un compositeur de musique et chanteur portoricain de salsa et de boléro.

## Biographie
Il a étudié la musique à l'école de musique de Ponce (Porto Rico).
À 17 ans, il  est parti avec sa famille à New York où il a commencé sa carrière professionnelle  en tant que percussionniste dans l'orchestre "Ciro Rimac's Review".
Il a ensuite travaillé dans l'orchestre  de Tito Rodriguez en tant que conguero avec le conjunto Marianaxi dirigé par le « maestro » Luis Cruz et en tant que percussionniste avec l'orchestre « Kako y su Trabuco ».
Recommandé par Tito Rodriguez, Cheo Feliciano a passé une audition pour être le chanteur du Joe Cuba Sextet, et il a été pris. Parmi ses succès à la radio : A las seis, El ratón (cha-cha-cha, qu'il interprètera en concert avec la Fania All Stars avec un fameux solo de guitare électrique de Jorge Santana, le frère de Carlos Santana), Como ríen et El pito (boogaloo)
Il a fait une brève apparition dans l'orchestre d'Eddie Palmieri de 1967 à 1968, durant cette période, il devient accro à l'héroïne et à la marijuana. Il met donc en suspens sa carrière afin de pouvoir soigner ses addictions. Il va alors faire la rencontre de Jerry Masucci, fondateur de  Fania Records. Trois ans après et une fois guéri, il signe avec une filiale de la Fania, Vaya Records et commence sa discographie indépendante. Il a ainsi relancé sa carrière avec un enregistrement historique : Cheo.
Il a battu tous les records de ventes du label Vaya Records avec des tubes comme Anacaona, Mi triste problema, Pa'qu'afinquen et Si por  le mí Llueve. Il a reçu de nombreuses récompenses et a fait la première page du New York Daily News.
Durant ses années Fania il a produit des tubes comme Juguete, Salomé, Los entierros de mi gente pobre et Juan Albañil et participé au premier opéra  salsa Hommy. Dans les années 1980, Checo Feliciano a lancé sa société de production indépendante : Coche Records. Au début des années 1990 il a achevé plusieurs projets importants incluant deux albums avec le Rondalla Venezolana et un enregistrement à Cuba : Cheo en Cuba.
Fin 1999, Cheo Feliciano a sorti Una voz, Mil Recuerdos où il rend hommage aux légendes de la musique comme  Tito Rodriguez, Ismael Rivera, Frankie Ruiz, Mon Rivera, Gilberto Monroig et Santitos Colón.
En 2003 il est invité par Yuri Buenaventura pour chanter le duo Palo y Cuero.
Il meurt à Porto Rico le 17 avril 2014 dans un accident de la route.

## Accident
Il se tue tôt le 17 avril 2014 dans un accident de voiture sans tiers contre un obstacle fixe, sur la Highway 176 dans le quartier de  San Juan de Cupey, après avoir perdu le contrôle de son véhicule et percuté un poteau électrique en béton. Comme il ne portait pas la ceinture de sécurité au moment de l'accident sa tête a percuté le parebrise. Sa femme, Coco, explique le non-port de la ceinture: Feliciano n'aime pas boucler la ceinture de sécurité,,.

## Discographie

### Avec leJoe Cuba Sextet
- Cha Cha Cha's To Soothe The Savage Beast (1958)
- Steppin' Out (1962)
- Hangin' Out (1963)
- Diggin' the Most (1963)
- El Alma Del Barrio (1964)
- We Must Be Doing Something Right (1965)
- Comin' at You (1965)
- Bailadores (1965)
- Red Hot and Cha Cha (1966)

### En solo
- Cheo (1971)
- La Voz Sensual de Cheo (1972)
- Felicidades (1973)
- With a Little Help from My Friend (1973)
- Looking for Love (1974)
- The Singer (1976)
- Mi tierra y yo (1977)
- Estampas (1979)
- Sentimiento, tú (1980)
- Profundo (1982)
- Regresa el amor (1985)
- Sabor y sentimiento (1987)
- Te regalo mi sabor criollo (1987)
- Como tú lo Pediste (1988)
- Los Feelings de Cheo (1990)
- Cantando (1991)
- Motivos (1993)
- Soñar (1996)
- Un Solo Beso (1996)
- El Eterno Enamorado (1997)
- Cheo en Cuba (1997)
- Pinceladas Navideñas (1998)
- Una voz... Mil recuerdos (1999)
- En la Intimidad (2002)
- Romántico (2004)
- Navidad más excelente de Cheo Feliciano (2005)
- Pura salsa (2006)
- La herencia (2007)
- A Man And His Music (2009)
- Historia de la salsa (2009)

### Singles
- A las Seis (1962),
- El Pito (1967)
- Busca lo Tuyo (1968), Eddie Palmieri
- Anacaona (1971)
- Mi Triste Problema (1971)
- Salomé (1973)
- Nabori (1973)
- Mapeye (1973)
- El Ratón (1974), Fania All Stars
- Canta (1976)
- Los Entierros (1979)
- Amada Mía (1980)
- Juan Albañil (1980)
- Sobre Una Tumba Humilde (1980)
- Ritmo Alegre (1981), Eddie Palmieri
- Trizas (1982)
- Yo No Soy Un Ángel (1991)
- Mentiras (1991)
- Live in Havana, 2002